# بوجبع برج
بوجبع برج (به عربی: بوجبع البرج) یک شهرداری در الجزایر است که در استان سیدی بلعباس واقع شده‌است.